# 10787 Ottoburkard
10787 Ottoburkard este un asteroid din centura principală de asteroizi.

## Descriere
10787 Ottoburkard este un asteroid din centura principală de asteroizi. A fost descoperit pe 4 octombrie 1991 la Tautenburg de Lutz Dieter Schmadel și Freimut Börngen. Asteroidul prezintă o orbită caracterizată de o semiaxă mare de 3,11 ua, o excentricitate de 0,12 și o înclinație de 5,0° în raport cu ecliptica.